# Alfred Haufek
Alfred Haufek (* 31. Mai 1933 in Ruders; † 9. Oktober 2014 in St. Pölten) war ein österreichischer Politiker (SPÖ). Er war von 1979 bis 1994 Abgeordneter zum Landtag von Niederösterreich und von 1987 bis 1994 dessen 2. Präsident.

## Leben
Haufek besuchte die Volks- und Hauptschule und war danach als Metallarbeiter beschäftigt. Er trat 1956 in den Dienst der Arbeiterkammer Niederösterreich und engagierte sich zwischen 1957 und 1960 als Landesobmann der Gewerkschaftsjugend.
Er starb am 9. Oktober 2014 im Alter von 81 Jahren nach längerem Krankenhausaufenthalt.

## Politik
In seiner Heimatgemeinde Heidenreichstein war Haufek ab 1960 als Gemeinderat aktiv, 1965 wurde er zum Vizebürgermeister gewählt, zwischen 1966 und 1991 hatte er das Amt des Bürgermeisters inne. Haufek war zudem von 1987 bis 1995 Landesobmann des Verbandes Sozialistischer Gemeindevertreter sowie Vizepräsident des Österreichischen Gemeindebundes. Er vertrat die SPÖ Niederösterreich zwischen dem 19. April 1979 und dem 15. Dezember 1994 im Landtag und hatte ab dem 1. Dezember 1987 das Amt des 2. Landtagspräsidenten des Niederösterreichischen Landtags inne.

## Auszeichnungen
- 1991: Großes Silbernes Ehrenzeichen mit dem Stern für Verdienste um die Republik Österreich[2]
- 1994: Silbernes Komturkreuz mit dem Stern des Ehrenzeichens für Verdienste um das Bundesland Niederösterreich